# 淮河源
淮河源主要位于河南境内。经国务院批准成立的淮河源国家级生态功能保护区是目前全国18个国家级生态功能保护区建设试点之一，保护区内有桐柏太白顶、高乐山、信阳天目山3处省级联合组建国家森林公园。
淮河是中国长江和黄河之间的大河，支流众多，全长约1000公里，淮河流域位于东经112度~121度，北纬31度~36度，流域面积约27万平方公里。